# Fonte del Borgo

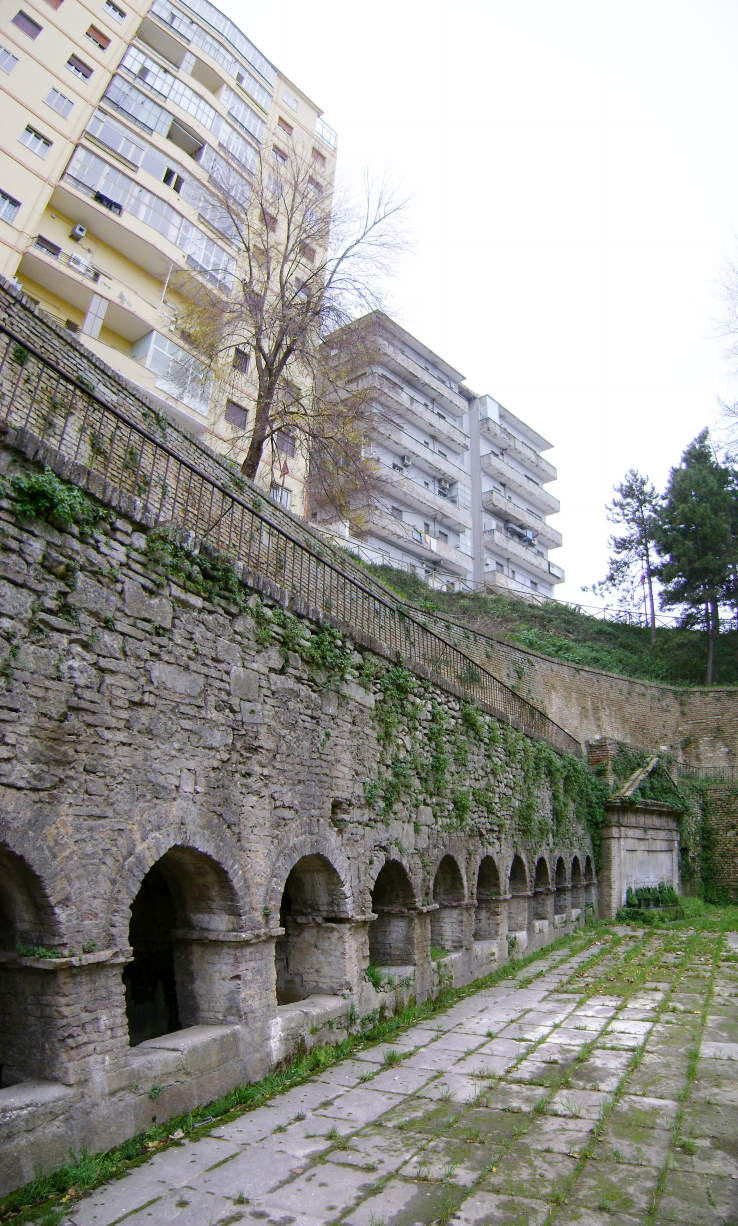
La fontana

La fonte del Borgo o fontana del Borgo si trova nell'omonimo quartiere di Lanciano, in provincia di Chieti, piazza Francesco Paolo Memmo, detta "della Pietrosa". È iscritta all'elenco dei monumenti nazionali.

## Storia
Risalente al XVI secolo, era anticamente una fontana pubblica nota anche col nome di fontana della Pietrosa, situata nei pressi dell'antica porta Sant'Angelo. Nel corso del tempo è stata oggetto di diversi interventi di manutenzione. Attualmente si presenta visibile solo parzialmente a causa del riempimento della Valle Pietrosa e dalla sopraffazione edilizia.

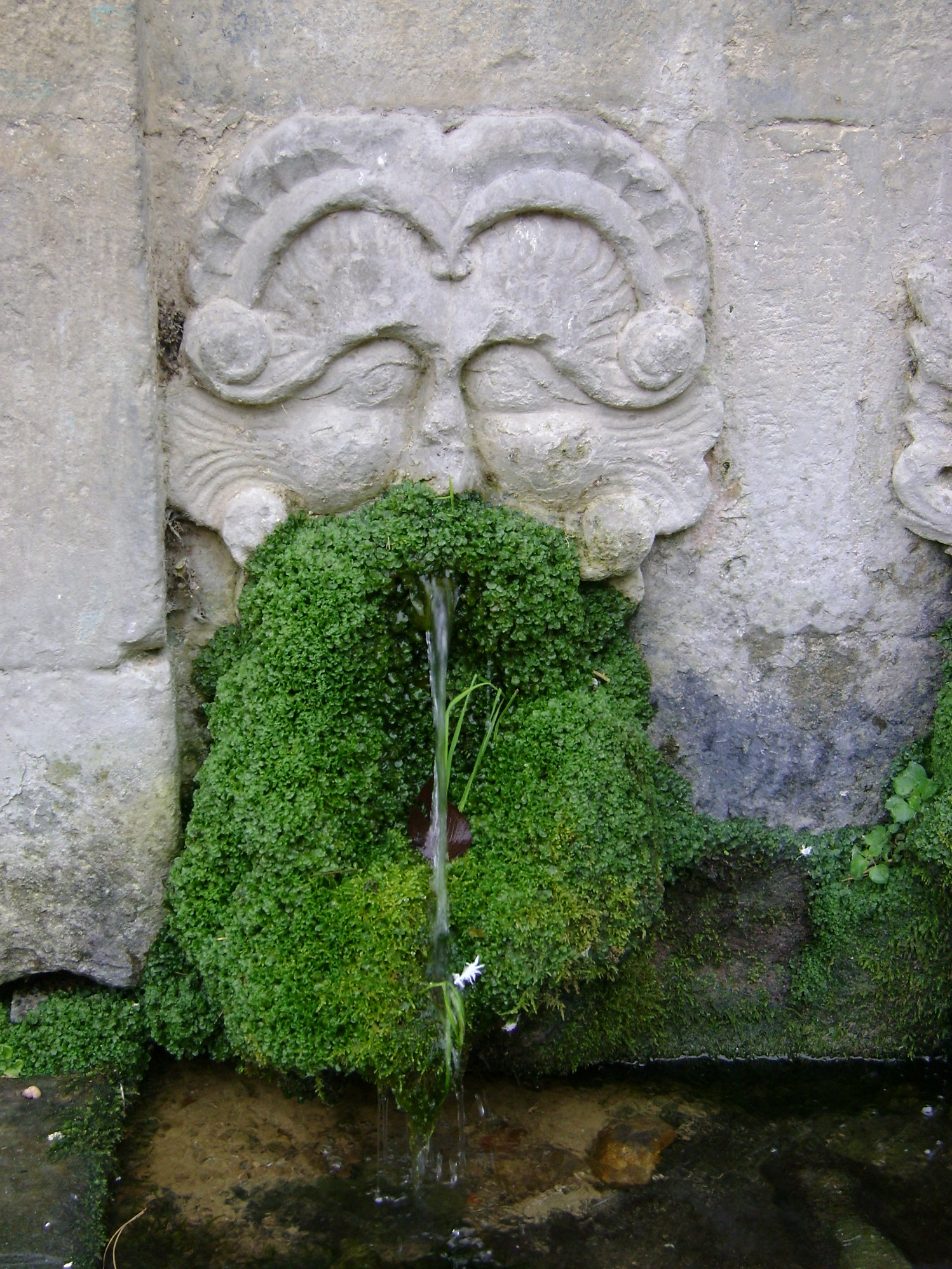
Particolare di una testa di leone

Gli storici locali Uomobono Bocache (1745-1824) e Domenico Romanelli (1756-1819) hanno ipotizzato in sutu l'esistenza di un antico acquedotto romano con un canale che sfociata sotto la valle del vicino Ponte di Diocleziano. Questo canale, con i lavori del XIX secolo, convogliava le acque del torrente Petroso fino al fiume Feltrino,ed era a cielo aperto fino agli anni '70, quando il vallone fu riempito,realizzando il piazzale Pietrosa.
La Fonte ispirò il poeta Giulio Sigismondi (1893-1966), per la canzone "Vulesse", con musiche di Giuseppe Gargarella, presentata alla festa delle Canzoni di Lanciano del 19 aprile 1922.
Nelle vicinanze vi era un lazzaretto con ospedale, convertito nel XIX secolo a cereria dal Cav. Vincenzo De Rosa, che utilizzava le acque per la produzione artigianale di candele. 

## Descrizione
L'impianto consiste in un frontone a timpano con vasca e in un lavatoio laterale a forma di rettangolo allungato, con 12 aperture arcuate a tutto sesto e ghiera in mattoni. Il corpo centrale è racchiuso da lesene in mattoni con capitelli e trabeazione, ornati con fregi a trifogli, che sostengono il timpano triangolare in mattoni sagomati.
Tra le lesene il paramento presenta un rivestimento in lastre di pietra leggermente sporgente, che costituisce la base d'appoggio per le sei maschere di volti umani con criniere di leoni, dalle cui bocche sgorga l'acqua.
Il corpo laterale del lavatoio, al contrario di quello centrale, è costituito in muratura notevolmente eterogenea di pietra e mattoni, presenti però solo sulle ghiere degli archi.
A fronteggiare il lavatoio vi è un tratto di muro in pietra e mattoni, con una finestrella quadrata.